# Vår Frelsers gravlund

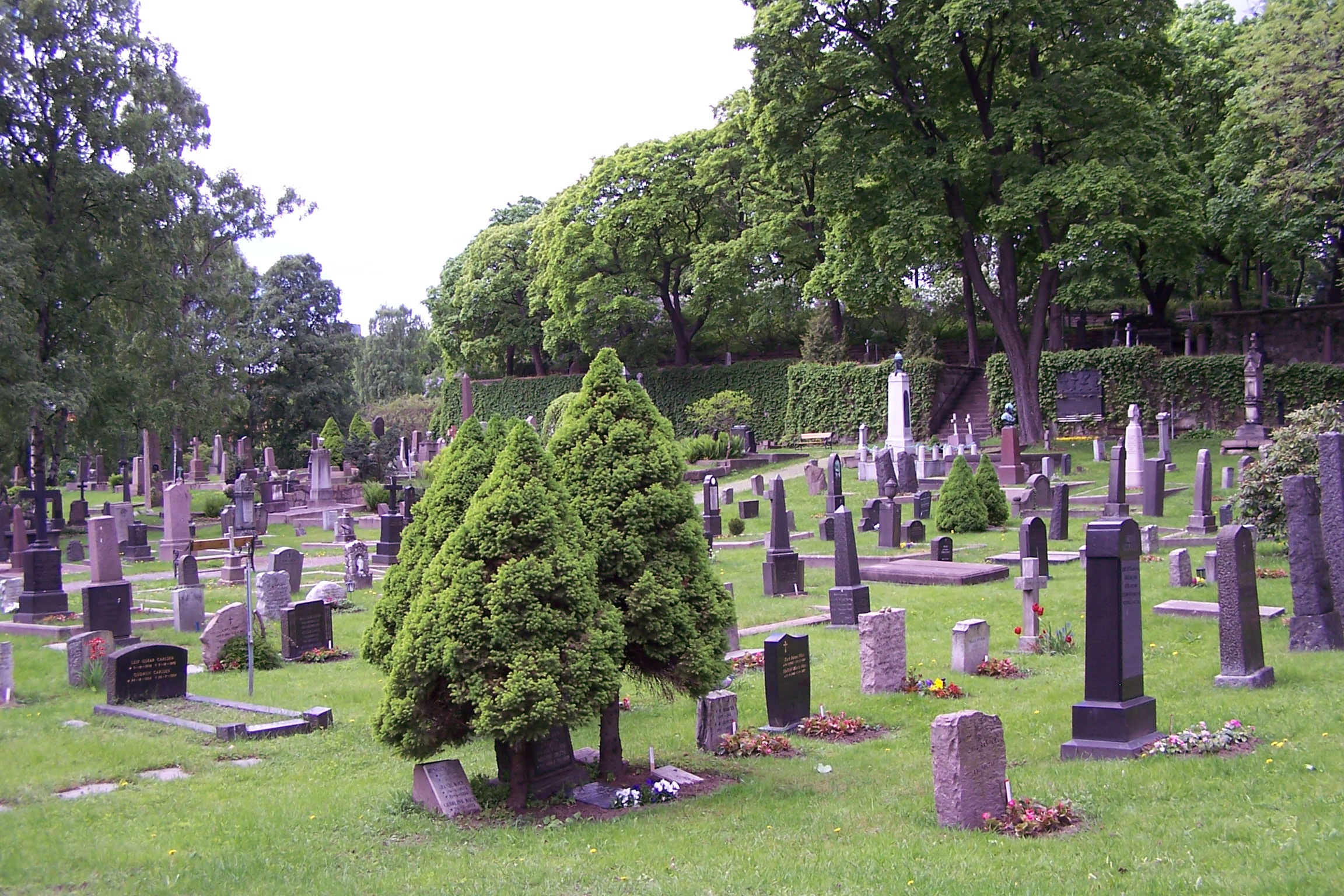
Begravningsplatsens södra del

Vår Frelsers gravlund är en gravlund (begravningsplats) i Oslo. Den ligger i stadsdelen St. Hanshaugen nära Gamle Aker, norr om Hammersborg i Oslos centrum. Den är mest känd för att många kända norrmän ligger begravda där.
Gravlunden är uppdelad i fem delar, Æreslunden (Ärans lund), Vestre delen (väst), Sørlege delen (söder), Austre delen (öster) och Nordre delen (norr). Invigningen skedde sommaren 1808, den första som begravdes där var Anna Lange Thulesius, en prästänka. 1903 blev den en gravplats för välkända norrmän. Idag är gravplatsen full, inte ens urnor får plats. I anslutning till lunden finns en ortodox och katolsk kyrka. I den östra delen står ett litet klocktorn som inte används vid begravningar, utan för att markera arbetsdagens början och slut för kyrkogårdens arbetare.